# Crystal Carson
Crystal Rudloff (ur. 24 czerwca 1967 w Spaulding w stanie Nebraska, USA) – amerykańska aktorka.